# 統括官
統括官（日语：／）是日本國家公務員的職名。在中央省廳中相當於局長級分掌官，在地方支分部局相當於課長職。

## 中央省廳
統括官是為了能有效率的執行官房及局所掌以外事務的局長級職務。
當需要分配或靈活配置所掌職務時，可以將業務分配給複數分掌職（「複数官型」），若僅需具有專業知識的局長級決策，下級職員處理業務較少時可僅設置單人分掌職（「單官型」）。
「單官型」職務以「主管・・・。」（・・・をつかさどる。）表示，複数官型職務以「受命分掌・・・。」（命を受けて、・・・を分掌する。）表示。名稱通常為○○統括官（例：政策統括官、國際統括官），其他職務不使用「統括官」。
複数官型通常稱作政策統括官，現內閣府有7人、總務省有3人、厚生勞動省有2人、國土交通省有2人。但復興廳的統括官單稱統括官，設有2人。
單官型則加上個別名稱，如外務省國際情報統括官、文部科學省國際統括官、國土交通省國際統括官。
各府省組織令的內部部局組織順序為大臣官房、局、統括官，但僅有內閣府是以大臣官房、政策統括官、局排序。

## 地方支分部局
在中央省廳的地方支分部局使用較為靈活的「專門官制」取代「課、係制」。

### 法務局
法務局設有相當於課長職，稱「首席○○（管理、監察、審議）官」與相當於課長補佐的「統括○○官」等。後者常簡稱為「統括」或「統括官」。

### 國稅局、稅務署
國稅局、稅務署的「統括國稅徴收（調査）官」常簡稱為「統括官」。
國稅局與稅務署的課長、統括官等級有所差異，國稅局的統括官與局的課長同等，稅務署則相當於署長級，稅務署的總務課長與第一統括官等相當於國稅局的課長補佐。

### 稅關
稅關設有「統括監視官」、「統括審査官」、「統括調査官」、「統括審理官」等冠上統括的職務。
此外，相當於課長職但未冠上統括的職務有厚生管理官、系統企劃調整官、稅關廣報廣廳官、人事專門官、保稅地域監督官、關稅監査官等。